# Slag bij Roßbach
De Slag bij Roßbach op 5 november 1757 vond plaats tijdens de Zevenjarige oorlog (1756 - 1763), bij het plaatsje Roßbach, dat toen bij Saksen hoorde. Frederik de Grote versloeg de gecombineerde legers van Koninkrijk Frankrijk en het Heilige Roomse Rijk.

## Wat voorafging
Het Pruisische kamp lag op de ochtend van 5 november 1757 tussen Roßbach (links) en Bedra (rechts), tegenover het geallieerde leger, dat onder bevel stond van de Franse generaal Charles de Rohan, prins van Soubise (1715 - 1787), en Jozef Frederik Willem van Saksen-Hildburghausen (1702 - 1787), generaal van het keizerrijk. Het geallieerde leger had in de voorafgaande dagen zodanig gemanoeuvreerd dat Frederik geen kans had gezien hen tot een veldslag te bewegen. Hij lag nu in het westen, met de rechtervleugel bij Branderoda en de linkervleugel bij Mücheln. De voorposten van de Pruisen stonden in de dorpjes onmiddellijk ten westen van hun kamp, die van de geallieerden op de Schortau heuvel en de Galgenberg.
Het geallieerde leger had met 42.000 man een 2:1 overmacht op de Pruisen, zelfs zonder gedetacheerde troepen mee te tellen. Vanaf hun vooruitgeschoven positie konden ze het gehele Pruisische kamp overzien.
Tijdens de manoeuvres van de afgelopen dagen hadden ze de betere kansen gehad, en de hertog van Hildburghausen was vastbesloten in het offensief te gaan. Het kostte hem echter moeite om Soubise zover te krijgen dat deze een veldslag wilde riskeren. Het gevolg was dat het geallieerde leger pas om 11 uur in beweging kwam. Soubise had waarschijnlijk de bedoeling pas zo laat mogelijk in actie te komen, om te profiteren van kleine acties. Het geallieerde plan voorzag in een omtrekkende beweging om Frederiks linkerflank, waar zich geen natuurlijke obstakels bevonden, om zich daar in slagorde op te stellen. Dit kwam overeen met het meer bescheiden doel van Soubise om te dreigen Frederik af te sluiten van de steden aan de Saale. De geallieerden konden dit echter alleen bereiken door een flankmars voor de vijand langs.
Frederik bracht de ochtend door met het gadeslaan van de geallieerden vanaf het dak van een huis in Roßbach. De bewegingen die hij zag gaven hem de indruk dat de geallieerden zuidwaarts naar hun voorraden trokken. Toen hij ging lunchen liet hij de wacht over aan Kapitein von Gaudi. Deze vormde zich een ander beeld, maar zijn opgewonden rapport bevestigde Frederik alleen in zijn vergissing. Pas toen de koning zelf zag dat de vijandelijke infanterie en cavalerie Pettstädt naderde realiseerde hij zich zijn vergissing.

## De slag
Slechts een handvol troepen achterlatend tegenover de Franse voorposten op de Schortau heuvel, brak het Pruisische leger op - een half uur nadat de koning het bevel gaf - om de vijand aan te vallen. Deze marcheerde in twee colonnes, met de cavalerie voor en achter deze twee colonnes en de artillerie tussen de twee colonnes in. Reserve infanterie volgde hierachter. In het begin bewaarden de colonnes de voorgeschreven afstand, maar na een draai bij Zeuchfeld ontstond er verwarring. De reserve infanterie kwam tussen de twee andere colonnes in, hinderde de beweging van de artillerie, terwijl de colonne in de buitenbocht de rest niet kon bijhouden. Een zwakke eenheid werd uitgestuurd om de flank bij Roßbach te dekken.
Toen de geallieerden de Pruisen naar het oosten meenden te zien bewegen, concludeerden zij dat de Pruisen zich terugtrokken om een veldslag waarin hun flank omsingeld was, te vermijden. De geallieerde generaals versnelden daarop hun opmars. Zij stuurden de voorop rijdende cavalerie vooruit naar Reichardtswerben en riepen ook de flank en achterhoede cavalerie op om aan de jacht deel te nemen.
Soubise en de hertog hadden zich niet gerealiseerd dat Frederiks beweging een aanval op hen betekende voordat zij zich konden opstellen. Zij konden zich evenmin voorstellen dat het Pruisische leger was opgebroken in een zesde van de tijd die zij zelf nodig hadden gehad.
Frederik had in het geheel niet de bedoeling om zich evenwijdig aan de vijand op te stellen of om terug te trekken. Omdat zijn leger twee keer zo snel kon bewegen als de vijand, wilde hij een omtrekkende beweging maken, achter de Janus- en Pölzenheuvels langs, en hen van het oosten uit aanvallen. Wanneer de geallieerden zich zouden opstellen naar het noorden, zou de aanval hun rechterflank treffen. Wanneer de colonnes zich nog naar het oosten of noordoosten bewogen, zou de aanval de hoofden van de colonnes kunnen verpletteren voor de rest te hulp kon komen. Opstellen van troepen was in die tijd een tijdrovende zaak. Generaal von Seydlitz haastte zich met alle beschikbare cavalerie van Roßbach naar het oosten, achter de Janusheuvel tegen de Pölzenheuvel. Kolonel Von Moller kwam met 18 stukken artillerie om 15.15 in actie vanaf de Janusheuvel tegen de oprukkende geallieerde cavalerie en de infanterie volgde zo snel mogelijk.
De geallieerde cavalerie, opgerukt tot Reichardtswerben en hun eigen infanterie ver vooruit, leed onder de beschieting van deze kanonnen, en bracht een aantal lichte veldkanonnen in stelling. Zij waren volkomen verrast toen von Seydlitz met 38 eenheden cavalerie vanaf de Polzenheuvel op hen afstormde, avec une incroyable vitesse. Terwijl de laatste Duitse regimenten zich nog moedig opstelden, was de uitslag van het treffen al duidelijk. Von Seydlitz zette zijn laatste eenheid in, en vocht toen zelf als gewoon ruiter mee, daarbij een gevaarlijke wond oplopend. De mêlée verplaatste zich naar het zuiden, voorbij de geallieerde infanterie, tot von Seydlitz hen verzamelde in een holle plaats bij Tagewerhen, waar ze zich hergroepeerden. Tegen deze tijd daalde de Pruisische infanterie de Janusheuvel af om de voorhoede van de reeds gedesorganiseerde en ontmoedigde geallieerde infanterie te ontmoeten.
De voorhoede wist zich in een aantal colonnes te formeren, vooral enkele Franse regimenten slaagden hierin op bewonderenswaardige wijze en begon een aanval. Deze aanval liep echter stuk op de kanonnen van Moller, die met de Pruisische infanterie mee oprukte, en grote aantallen slachtoffers in de dichte Franse colonnes maakte. De Fransen probeerden ondanks de gaten in hun linie verder op te rukken voor een bajonetaanval, maar effectief musketvuur van de Pruisische infanterie maakte hieraan een einde.
Ondertussen probeerde de hoofdmacht van de geallieerde infanterie zich tevergeefs in slagorde op te stellen. De twee hoofdcolonnes waren te dicht bij elkaar gekomen in hun mars naar Pettstädt, het deel van de reserves dat tussen hen in klem was komen te zitten probeerde hier bij gedeelten tussen uit te trekken en bij de rest van de reservekolom rechts te komen, en de reserve-artillerie zat nutteloos opgesloten tussen de eigen infanterie. De Pruisische infanterie stelde zichzelf in echelon op. Hun linker bataljons, die de voorhoede-aanval van de Franse regimenten hadden afgeslagen, kwamen nu op musketschotafstand van de hoofdmacht. Enkele salvo's waren voldoende om de formaties hier in verwarring en wanorde om te zetten. De gereorganiseerde cavalerie onder Seydlitz chargeerde onverwachts vanuit Tagewerhen op de rechterflank van deze verwarde kluwen mensen in.
Deze charge brak de geallieerde infanterie en deze vluchtte massaal. Soubise en de hertog, die gewond raakte, slaagden erin een of twee regimenten bijeen te houden, maar de rest werd over het slagveld uiteengeslagen. De slag duurde minder dan anderhalf uur, en de laatste infanterievlucht minder dan een kwartier. Zeven Pruisische bataljons waren met de vijand in contact geweest en deze hadden vijf tot vijftien salvo’s per man afgevuurd.

## De afloop
Von Seydlitz en Hendrik van Pruisen, de betrokken cavalerie- en infanterieleiders raakten allen gewond, maar de totale verliezen onder de Pruisen bedroegen slechts 550 officieren en manschappen, terwijl de geallieerden 7700 man verloren.
Deze verrassende overwinning droeg bij aan het Pruisische zelfvertrouwen en zelfbewustzijn. Er werd een gedenkteken voor deze slag opgericht, dat 50 jaar later door Napoleon na de Slag bij Jena echter vernietigd werd.